# Ryker Evans
Pour les articles homonymes, voir Evans.
Ryker Evans (né le 13 décembre 2001 à Calgary dans la province de l'Alberta au Canada) est un joueur professionnel canadien de hockey sur glace. Il évolue au poste de défenseur.

## Biographie

### Carrière en club
En 2018, il commence sa carrière junior dans la Ligue de hockey de l'Ouest avec les Pats de Regina. Il est choisi au 2e tour, en 35e position par le Kraken de Seattle lors du repêchage d'entrée dans la LNH 2021. En 2022-2023, il passe professionnel avec les Firebirds de Coachella Valley dans la Ligue américaine de hockey. Coachella Valley s'incline en sept matchs lors de la finale de la Coupe Calder 2023 face aux Bears de Hershey. Evans inscrit un but et une assistance lors du match décisif perdu 3-2 en prolongation par son équipe. Il enregistre vingt-six points en autant de rencontres lors de ces séries éliminatoires. Le 7 décembre 2023, il joue son premier match dans la Ligue nationale de hockey avec le Kraken de Seattle face aux Devils du New Jersey. Il marque son premier but dans la LNH le 22 mars 2024 face aux Coyotes de l'Arizona.

### Carrière en équipe nationale
Il représente le Canada au niveau international.

## Trophées et honneurs personnels

### LHOu
- 2021-2022 : nommé dans la deuxième équipe des étoiles de la conférence est.

### LAH
- 2023 : participe au match des étoiles.
- 2022-2023 : nommé dans l'équipe des recrues.

## Statistiques
| Saison     | Équipe                        | Ligue      |     | Saison régulière | Saison régulière | Saison régulière | Saison régulière | Saison régulière |   | Séries éliminatoires | Séries éliminatoires | Séries éliminatoires | Séries éliminatoires | Séries éliminatoires |
| Saison     | Équipe                        | Ligue      | PJ  | B                | A                | Pts              | Pun              | PJ               | B | A                    | Pts                  | Pun                  |                      |                      |
| 2018-2019  | Pats de Regina                | LHOu       | 45  | 1                | 10               | 11               | 32               | -                | - | -                    | -                    | -                    |                      |                      |
| 2019-2020  | Pats de Regina                | LHOu       | 63  | 7                | 24               | 31               | 81               | -                | - | -                    | -                    | -                    |                      |                      |
| 2020-2021  | Pats de Regina                | LHOu       | 24  | 3                | 25               | 28               | 37               | -                | - | -                    | -                    | -                    |                      |                      |
| 2021-2022  | Pats de Regina                | LHOu       | 63  | 14               | 47               | 61               | 96               | -                | - | -                    | -                    | -                    |                      |                      |
| 2022-2023  | Firebirds de Coachella Valley | LAH        | 71  | 6                | 38               | 44               | 74               | 26               | 5 | 21                   | 26                   | 26                   |                      |                      |
| 2023-2024  | Firebirds de Coachella Valley | LAH        | 25  | 2                | 13               | 15               | 28               | 18               | 4 | 6                    | 10                   | 30                   |                      |                      |
| 2023-2024  | Kraken de Seattle             | LNH        | 36  | 1                | 8                | 9                | 20               | -                | - | -                    | -                    | -                    |                      |                      |
| 2024-2025  | Kraken de Seattle             | LNH        | 73  | 5                | 20               | 25               | 30               | -                | - | -                    | -                    | -                    |                      |                      |
| Totaux LNH | Totaux LNH                    | Totaux LNH | 109 | 6                | 28               | 34               | 50               | -                | - | -                    | -                    | -                    |                      |                      |